# Ian Robertson (Manager)

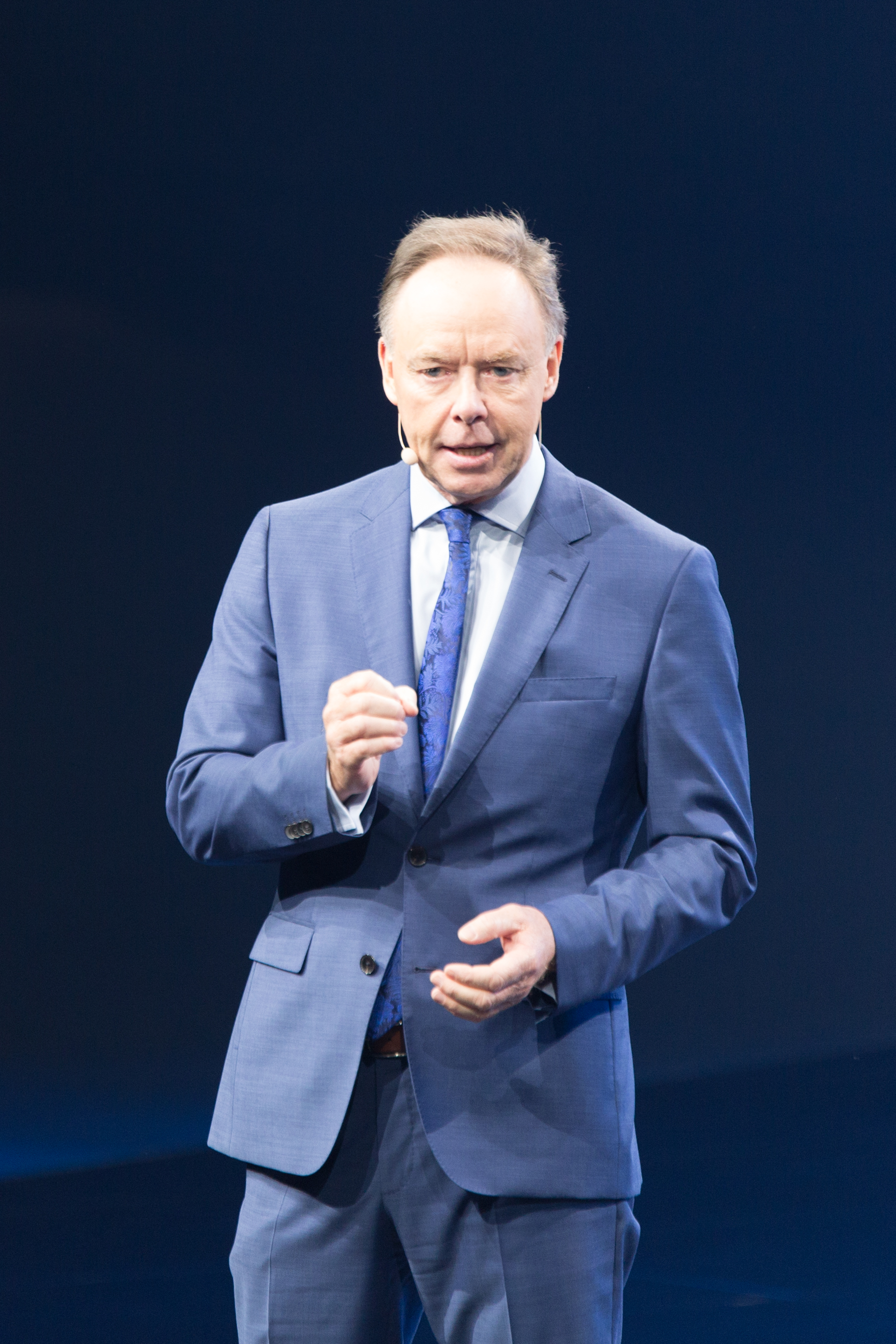
Ian Robertson auf der IAA 2017

Ian Stuart Robertson CMG (* 5. Juni 1958 in Oswestry) ist ein britischer Manager und ehemaliges Mitglied des Vorstands der BMW AG. Dort war er für die Bereiche Vertrieb und Marketing sowie für die Vertriebskanäle der BMW Group zuständig.

## Werdegang
Nach dem Schulabschluss belegte Robertson an der University of Wales in Cardiff den interdisziplinären Studiengang Maritime Studies und erlangte den akademischen Grad des Bachelor of Science. 1979 begann er seine berufliche Karriere als Trainee bei der Rover Group. Nach verschiedenen Stationen wurde er 1988 Werkleiter des Werks Drews Lane in Birmingham. Von 1990 bis 1991 war er Werkleiter von Powertrain und ab 1991 Einkaufsleiter der Rover Group, bis diese 1994 von der BMW AG übernommen wurde. In der Konzerngesellschaft wurde er 1994 Geschäftsführer von Land Rover Vehicles. Von 1999 bis 2005 war er Präsident von BMW South Africa, von 2005 bis 2008 dann Chairman und Chief Executive von Rolls-Royce Motor Cars. Am 13. März 2008 folgte er Stefan Krause als Vertriebsvorstand der BMW AG nach. Zum Jahreswechsel 2017/18 ging Robertson in den Ruhestand. Nachfolger als BMW-Vertriebsvorstand wurde Pieter Nota.
Robertson ist Träger des Ordens vom Heiligen Michael und Georg in der Stufe Companion.